# Sanelli
Sanelli è una coltelleria, impresa familiare con sede a Premana. La denominazione ufficiale è Coltellerie Sanelli s.r.l.. La famiglia che ha fondato la società è alla quinta generazione alla guida dell'azienda nella produzione di coltelli, coltelli da cucina e forbici.

## Azienda
Tutti i prodotti Sanelli vengono realizzati in Italia in due diversi impianti produttivi, uno a Premana e uno a Cortenova. I prodotti Sanelli vengono distribuiti in tutto il mondo.

## Storia
Le Coltellerie Sanelli risalgono al lontano 1864, fondate da Ambrogio Sanelli, capostipite della famiglia, il quale, dopo aver appreso il mestiere a Venezia e averlo esercitato a Verona, nel 1860 rientra a Premana e rimette in moto una antica ruota ad acqua per azionare i magli nelle vecchie strutture di un forno fusorio, vicino al torrente Varrone. Da qui nasce una vera e propria azienda, la prima del paese, da cui escono lame da taglio, commerciate in tutta Italia. 
Ad attestare la qualità della merce prodotta arriva nel 1881 un diploma con medaglia d'oro all'Esposizione di Milano e tre anni più tardi un simile riconoscimento in quella di Torino.
Sempre all'iniziativa della Sanelli, all'inizio del '900, si deve la costruzione di un primo impianto per la produzione dell'energia elettrica.
Gli anni prima della Grande Guerra, dopo l'attività pionieristica della azienda Sanelli,  vedono l'espandersi dell'artigianato premanese con la nascita di nuove officine.
La ditta continuò poi per mano di Silvio e Carlo, figli di Ambrogio. 
Durante la seconda guerra mondiale guerra, l’attività conosce momenti di difficoltà, quando Silvio viene imprigionato a Bergamo quale Podestà di Premana e non aderente al regime fascista.
I figli più anziani, Mario, Luigi e Orlando vengono deportati, in Germania,  Sereno, appena diciassettenne si ritrova solo a portare avanti l’azienda.
Degli 8 figli di Silvio,  solo 4 hanno proseguito l’attività di fabbricazione di coltelli:  Mario nato nel 1923 e morto nel 1977, Orlando nato nel 1926 e morto nel 2007, Sereno nato nel 1927 e Danilo Nato nel 1935.
Nel 2014 ha festeggiato i 150 anni di attività con un evento aperto alle autorità e in concomitanza alla pubblicazione del libro intitolato “Coltellerie Sanelli 1864-2014. 150 anni senza perdere il filo”.
Nel 2020 ha acquisito la Fratelli Olivetto di Maniago.